# Institut für neuere Geschichte Sloweniens
Das Institut für neuere Geschichte Sloweniens (slowenisch Inštitut za novejšo zgodovino, Abkürzung: INZ) ist die zentrale wissenschaftliche Einrichtung in der Republik Slowenien, die sich mit der neueren bzw. modernen Geschichte der Slowenen ab der Mitte des 19. Jahrhunderts befasst. Sie hat ihren Sitz in der Hauptstadt Ljubljana.

## Geschichte
Die Einrichtung wurde 1959 als Institut für Geschichte der Arbeiterbewegung (Inštitut za zgodovino delavskega gibanja) gegründet. Die ursprüngliche Aufgabe war es, die Arbeiterbewegung auf slowenischem Gebiet in der zweiten Hälfte des 19. Jahrhunderts bis zu ihrer Entwicklung nach dem Zweiten Weltkrieg wissenschaftlich zu untersuchen. 
Bis 1992 war beim INZ eines der größten europäischen Archive mit Materialien zur Zeit des Zweiten Weltkriegs angesiedelt. Es enthielt Material sowohl von den Besatzungsbehörden als auch von der slowenischen Widerstandsbewegung (Partisanenbewegung). 
Ab den 60er Jahren des 20. Jahrhunderts erweiterte sich der Forschungsbereich auf die gesamte politische, kulturelle, soziale und wirtschaftliche Geschichte Sloweniens ab der Mitte des 19. Jahrhunderts. Dementsprechend und aufgrund des Wandels im politischen System in Slowenien erhielt das Institut 1989 den heutigen Namen. 
Die Umwandlung in eine reine Forschungseinrichtung wurde Anfang der 90er Jahre abgeschlossen, als die Archivabteilung vom Institut getrennt und dem Archiv der Republik Slowenien angeschlossen wurde.

## Wissenschaftskommunikation
INZ ist verantwortlich für
- die Herausgabe der wissenschaftlichen Zeitschrift Contributions to Contemporary History (Prispevki za novejšo zgodovino)[2]
- Verwaltung des Internet-Portals zur Geschichte Sloweniens SISTORY.si.[3]